# Coptodryas
Genre
Coptodryas est un genre de coléoptères de la famille des Curculionidae, de la sous-famille des Scolytinae et de la tribu des Xyleborini.

## Liste des espèces
- Coptodryas abbreviata Wood & Bright, 1992
- Coptodryas alpha Wood & Bright, 1992
- Coptodryas amphicauda Bright & Skidmore, 1997
- Coptodryas artegrapha Wood & Bright, 1992
- Coptodryas atava Wood & Bright, 1992
- Coptodryas bella Wood & Bright, 1992
- Coptodryas borneensis Bright & Skidmore, 1997
- Coptodryas brunneus Bright & Skidmore, 1997
- Coptodryas camela Wood & Bright, 1992
- Coptodryas chimbui Wood & Bright, 1992
- Coptodryas chrysophylli Wood & Bright, 1992
- Coptodryas comptus Bright & Skidmore, 2002
- Coptodryas confusa Hopkins, 1915b
- Coptodryas corporaali Wood & Bright, 1992
- Coptodryas costipennis Wood & Bright, 1992
- Coptodryas curvidentis Wood & Bright, 1992
- Coptodryas cylindrica Wood & Bright, 1992
- Coptodryas destrictum Bright & Skidmore, 2002
- Coptodryas diversicolor Wood & Bright, 1992
- Coptodryas docta Wood & Bright, 1992
- Coptodryas elegans Wood & Bright, 1992
- Coptodryas erinacea Wood & Bright, 1992
- Coptodryas eucalyptica Wood & Bright, 1992
- Coptodryas exsculpta Wood & Bright, 1992
- Coptodryas extensa Wood & Bright, 1992
- Coptodryas gorontalosa Wood & Bright, 1992
- Coptodryas huangi Wood & Bright, 1992
- Coptodryas hylurgoides Schedl, 1948f
- Coptodryas intermedius Wood & Bright, 1992
- Coptodryas izuensis Wood & Bright, 1992
- Coptodryas judenkoi Wood & Bright, 1992
- Coptodryas kirishimanus Wood & Bright, 1992
- Coptodryas libra Wood & Bright, 1992
- Coptodryas muasi Bright & Skidmore, 1997
- Coptodryas mus Wood & Bright, 1992
- Coptodryas myllus Bright & Skidmore, 1997
- Coptodryas myristicae Wood & Bright, 1992
- Coptodryas nitellus Bright & Skidmore, 1997
- Coptodryas nudibrevis Wood & Bright, 1992
- Coptodryas nudipennis Wood & Bright, 1992
- Coptodryas nugax Wood & Bright, 1992
- Coptodryas obtusicollis Wood & Bright, 1992
- Coptodryas parva Wood & Bright, 1992
- Coptodryas pedella Wood & Bright, 1992
- Coptodryas perparva Wood & Bright, 1992
- Coptodryas pometianus Bright & Skidmore, 2002
- Coptodryas popondettae Bright & Skidmore, 1997
- Coptodryas pubipennis Wood & Bright, 1992
- Coptodryas pulla Wood & Bright, 1992
- Coptodryas punctipennis Wood & Bright, 1992
- Coptodryas quadricostata Wood & Bright, 1992
- Coptodryas recidens Wood & Bright, 1992
- Coptodryas rosseli Wood & Bright, 1992
- Coptodryas semistriatus Bright & Skidmore, 2002
- Coptodryas tenella Wood & Bright, 1992
- Coptodryas undulata Wood & Bright, 1992
- Coptodryas vafra Wood & Bright, 1992